# فرودگاه تایژو لوکیائو
فرودگاه تایژو لوکیائو (به انگلیسی: Taizhou Luqiao Airport) یک فرودگاه نظامی و همگانی مسافربری با کد یاتا HYN است . این فرودگاه در کشور چین قرار دارد .

## شرکت‌های هواپیمایی و مقصدهای پروازی
The following airlines serve Taizhou Luqiao Airport:
| شرکت‌های هواپیمایی         | مقصدهای پروازی                                                   |
| ------------------------- | ---------------------------------------------------------------- |
| ایر چاینا                 | پکن                                                              |
| شانگ آن ایرلاینز          | هفئی ژینگیاو، شی‌آن شیان‌یانگ                                      |
| Chengdu Airlines          | چنگدو شوانگلیو، ووهان تیانهه                                     |
| هواپیمایی شرقی چین        | بایون گوآنگجو                                                    |
| Colorful Guizhou Airlines | لانگ‌دونگ‌بائو گوئی‌یانگ، نانچانگ چانگبی                            |
| Fuzhou Airlines           | هاربین تایپینگ، سانیا فونیکس                                     |
| Kunming Airlines          | چانگشا هوانگهوا، چنگچینگ ییانگبی، کونمینگ چانگشوی، ووسو تائی‌یوان |
| شنژن ایرلاینز             | بایون گوآنگجو، شنژن بن                                           |